# Oh ! Pardon tu dormais…
 (janvier 2021).
Si vous disposez d'ouvrages ou d'articles de référence ou si vous connaissez des sites web de qualité traitant du thème abordé ici, merci de compléter l'article en donnant les références utiles à sa vérifiabilité et en les liant à la section « Notes et références ».
Albums de Jane Birkin
Birkin/Gainsbourg : le symphonique
(2017)
Singles
1. Les jeux interdits
2. Oh ! Pardon tu dormais... (en duo avec Étienne Daho)
3. Ta sentinelle
4. A marée haute

Oh ! Pardon tu dormais...  est le titre du quatorzième et dernier album studio de Jane Birkin, sorti le 11 décembre 2020. 
Il est produit et composé par Étienne Daho et Jean-Louis Piérot. Jane Birkin en a écrit tous les textes, comme pour son album Enfants d'hiver.

## Historique
Oh ! Pardon tu dormais… est à l'origine le titre d'un téléfilm écrit et réalisé par Jane Birkin en 1992, sur une pièce qu'elle a écrite (et jouée en 1999). 
L'auteure et interprète y évoque la mort de sa fille Kate Barry : « La mort est aussi très présente, particulièrement celle de Kate Barry (la photographe était la fille ainée de Jane Birkin) à travers Catch Me If You Can, Cigarettes et Ces murs épais. »
La chanson Jeux interdits parle de l'enfance de ses filles Kate Barry et Charlotte Gainsbourg : « Kate et Charlotte jouaient dans le jardin et s’amusaient à enterrer des lapins et des taupes mais aussi le rôti du dimanche ou des côtelettes. Kate, qui avait un grand sens de la justice, veillait aussi à répartir les fleurs sur les tombes, pour que tout le monde en ait un peu. »

## Liste des titres
| No  | Titre                                             | Musique                        | Auteur                   | Durée |
| --- | ------------------------------------------------- | ------------------------------ | ------------------------ | ----- |
| 1.  | Oh ! Pardon tu dormais (en duo avec Étienne Daho) | Étienne Daho/Jean-Louis Piérot | Jane Birkin              | 3:45  |
| 2.  | Ces murs épais                                    | Étienne Daho/Jean-Louis Piérot | Étienne Daho/Jane Birkin | 3:15  |
| 3.  | Cigarettes                                        | Jean-Louis Piérot              | Étienne Daho/Jane Birkin | 3:25  |
| 4.  | Max                                               | Étienne Daho/Jean-Louis Piérot | Jane Birkin              | 3:01  |
| 5.  | Ghosts (avec les Petits Chanteurs d'Asnières)     | Étienne Daho/Jean-Louis Piérot | Jane Birkin              | 3:31  |
| 6.  | Les jeux interdits                                | Étienne Daho/Jean-Louis Piérot | Étienne Daho/Jane Birkin | 3:12  |
| 7.  | F.R.U.I.T. (en duo avec Étienne Daho)             |                                | Jane Birkin              | 0:26  |
| 8.  | À marée haute                                     | Jean-Louis Piérot              | Étienne Daho/Jane Birkin | 4:27  |
| 9.  | Pas d'accord                                      | Étienne Daho/Jean-Louis Piérot | Étienne Daho/Jane Birkin | 3:45  |
| 10. | Ta sentinelle                                     | Étienne Daho/Jean-Louis Piérot | Jane Birkin              | 4:10  |
| 11. | Telle est ma maladie envers toi                   | Jean-Louis Piérot              | Jane Birkin              | 3:33  |
| 12. | Je voulais être une telle perfection pour toi !   | Étienne Daho                   | Jane Birkin              | 2:19  |
| 13. | Catch me if you can                               | Jean-Louis Piérot              | Jane Birkin              | 4:29  |

| 14. | À marée haute (Alternate)                  | Jean-Louis Piérot               | Étienne Daho, Jane Birkin       | 4:33 |
| 15. | Ces murs épais (Piano et orchestre)        | Étienne Daho, Jean-Louis Piérot | Étienne Daho, Jane Birkin       | 3:15 |
| 16. | Ta sentinelle (Alternate)                  | Étienne Daho, Jean-Louis Piérot | Jane Birkin                     | 4:01 |
| 17. | L'autostoppeuse (en duo avec Étienne Daho) | Jane Birkin                     | Étienne Daho, Jean-Louis Piérot | 2:23 |
| 18. | Catch me if you can (Piano et orchestre)   | Jean-Louis Piérot               | Jane Birkin                     | 4:27 |

## Musiciens
- Jane Birkin : chant
- Jean-Louis Piérot : piano, claviers, guitare, basse
- Philippe Entressangle : batterie, percussions
- Marcello Giuliani : basse, guitare, banjo
- Laurent Bardainne : saxophone
- Sylvain Bardiau : trompette
- Remi Sciuto : saxophone basse, clarinette
- Matthias Mahler : trombone
- Charles Bertrand : cornemuse
- Étienne Daho : chœurs
- avec l'Orchestre national d'Île-de-France

## Production
- Produit par Étienne Daho et Jean-Louis Piérot
- Production exécutive : Laurent Manganas
- Enregistré au studio de la Seine, au studio Ferber et Le Studio
- Mixé par Jean-Louis Piérot

## Accueil critique
Pour Mathilde Serrell sur France Inter, « Le résultat est hybride et estomaquant ». « Grave et légère, la plume de Birkin, que l’on connait mieux depuis la publication de son journal intime, il y a deux ans, s’affirme. » « Il y a une force qui se dégage comme jamais de l’écriture de Birkin, et qui vous laisse K.O. »
Marjorie Bertin de RFI écrit : « Que l’on ne se méprenne, le disque n’est pas mortifère. » « Des chansons qui touchent en plein cœur celle ou celui qui les écoute.»